# Ferrari 315 S
La Ferrari 315 S est une voiture de compétition produite par la Scuderia Ferrari en 1957 en 3 exemplaires dont un par conversion d'une 290 MM.

## Contexte
Le modèle a été construit pour succéder à la 290 MM, victorieuse aux Mille Miglia de 1956, et était censé être la réponse à la Maserati 450S avec son moteur V8 de 410 CV,

## Caractéristiques techniques
La 315 S était équipée d'un moteur V12 à 60° (dit Jano type 140) positionné à l'avant en longitudinal, avec un système de distribution constitué d'un double arbre à cames en tête par banc de cylindres. Il y avait donc quatre arbres à cames déplacés par des chaînes, et cette particularité mécanique était une évolution par rapport au simple arbre à cames par banc des modèles précédents. Ce moteur était également plus puissant et fiable, tout en étant neuf kilogrammes plus léger. L'alésage et la course étaient respectivement de 76 mm et 69,5 mm, ce qui donnait au moteur un cylindrée totale de 3783,40 cm³. Le taux de compression était de 9:1. La puissance délivrée par le moteur était de 360 CV à 7 800 tours par minute. Le nom de la voiture 315 fait référence à la cylindrée unitaire (3783,40 / 12 = 315,28) et le S au groupe auquel était inscrit la machine : groupe S.
Le système d'alimentation était assuré par six carburateurs de la marque Weber du modèle 42 DCN, tandis que l'allumage était double avec quatre distributeurs. La lubrification était un carter sec et l'embrayage était multidisque.
La transmission était du type transaxle avec une boîte de vitesses à quatre vitesses plus marche arrière. Les freins étaient des freins à tambour et étaient similaires à ceux montés sur la Lancia D50, qui ont également été conçus par Vittorio Jano. La direction était avec vis sans fin et secteur denté.
Les suspensions avant étaient indépendantes, avec des triangles transversaux et des ressorts hélicoïdaux, tandis que celles arrière étaient constituées d'un pont De Dion, de doubles jambes de force et de ressorts à lames  transversaux. Tous deux étaient équipés d'amortisseurs hydrauliques.
Le reste de la voiture est dérivé des modèles précédents. Le châssis par exemple était constitué de grands tubes ovales en acier avec des supports de petit diamètre, et était similaire à ceux installés sur la 290 MM et sur la 375 Plus. La carrosserie était une spider.
La vitesse maximale atteinte était de 290 km/h.

## Compétition
Aux Mille Miglia de 1957 Ferrari a pris les trois premières positions. Aux deux premières places se trouvaient deux 315 S, avec Piero Taruffi (N° 535, correspondant à l'heure de départ 5h35 du matin) sur la plus haute marche du podium (avec le châssis 0684) et Wolfgang von Trips (N° 532), à la deuxième place, tandis qu'à la troisième place arrivait une 250 GT Tour de France pilotée par Olivier Gendebien (N° 417). C'était la dernière course de Taruffi, après quoi il s'est retiré des compétitions. Cette édition de la course a été marquée par la tragédie de Guidizzolo, où la Ferrari 335 S (N° 531) mené par le pilote Espagnol Alfonso de Portago et le copilote Américain Edmund Nelson a eu un accident causant la mort des occupants de la voiture, de neuf spectateurs, dont cinq enfants, ainsi que de nombreux blessés.
Le reste de la saison a été décevant pour Ferrari, avec des échecs aux 24 Heures du Mans et au Nürburgring. L'issue du championnat s'est décidée au Venezuela, où les Maserati ont abandonné, laissant la victoire finale à Ferrari. Dans les années suivantes, après le lancement de la 250 Testa Rossa, la 315 S devient obsolète.

## Dans la culture
Le film Ferrari de Michael Mann, est centré en grande partie sur les Mille Miglia 1957 au cours desquels triomphe la Ferrari 315 S.

## Véhicule de collection
L'exemplaire qui a remporté les Mille Miglia 1957 a appartenu entre 1994 et 1996 à Bernie Ecclestone et a été présenté entièrement restauré au Concours d'élégance de Pebble Beach en 2002.